# Ethelwynn Trewavas
Ethelwynn Trewavas (Penzance, Anglaterra, 5 de novembre de 1900 - Reading, Anglaterra, 16 d'agost de 1993) va ser una ictiòloga britànica que va treballar al Museu d'Història Natural de Londres. Va influir molt en el desenvolupament de la ictiologia taxonòmica des de 1933 fins a la seva mort i va contribuir a mantenir un alt nivell d'excel·lència en el treball de recerca al museu.
Va rebre el títol de batxillera i el de Magisteri per la Universitat de Reading. Va començar treballant com a professora i després com a demostradora a temps parcial al King's College of Household and Social Science (Col·legi reial de ciències socials i de la llar); com a demostradora, però, va dedicar la major part del seu temps a la recerca. Va estudiar amb Nellie B. Eales, de la Freshwater Biological Association (Associació de la biologia d'aigua dolça). Era una de les rares associacions científiques que atorgava posicions superiors en camps de recerca, en una època en què la ciència quedava dominada pels homes. Aleshores va conèixer Charles Tate Regan, que la va contractar com a assistent fins que el 1935 se'n va anar al departament d'Història natural del Museu Britànic com a assistent del conservador. En va ser promoguda conservadora adjunta de zoologia el 1958 i es va jubilar el 1961.
Va treballar com a científica superior a la secció de Peixos del British Museum durant gairebé cinquanta anys. Va ser reconeguda internacionalment com a autoritat de diversos grups de peixos sobretot pel seu treball sobre els cíclids dels llacs de la Gran Vall del Rift, però també va publicar àmpliament sobre altres grups. Va combinar estudis de laboratori amb treball de camp i sovint es va basar en entrevistes amb gent local per comprendre els comportaments, les formes i el potencial alimentari dels peixos.

## Reconeixements[1]
- 1986 Doctora Honoris Causa en Ciència per la Universitat de Stirling
- 1969 Medalla linneana
- 1946 Membre honorària de l'American Society of Ichthyologists and Herpetologists

## Eponímia
El major reconeixement prové dels seus col·legues ictiòlegs, que van utilitzar en honor seu l'epítet trewavasae o ethelwynnae per anomenar noves espècies descobertes.
- Eustomias trewavasae (Norman, 1930)
- Glyptothorax trewavasae (Hora, 1938)
- Petrochromis trewavasae (Poll, 1948)
- Symphurus trewavasae (Chabanaud, 1948)
- Garra trewavasai (Monod, 1950)
- Labeotropheus trewavasae (Fryer, 1956)
- Garra ethelwynnae (Menon, 1958)
- Neolebias trewavasae (Poll & Gosse, 1963)
- Atrobucca trewavasae (Talwar & Sathirajan, 1975)
- Protosciaena trewavasae (Chao & Miller, 1975)
- Linophryne trewavasae (Bertelsen, 1978)
- Gobiocichla ethelwynnae (Roberts, 1982)
- Phenacostethus trewavasae (Parenti, 1986)
- Aulonocara ethelwynnae (Meyer, Riehl & Zetzsche, 1987)
- Tylochromis trewavasae (Stiassny, 1989)
- Triplophysa trewavasae (Mirza & Ahmad, 1990)
- Johnius trewavasae (Sasaki, 1992)
- Rhynchoconger trewavasae (Ben-Tuvia, 1993)
- Trewavasia carinata (Davis, 1887)
- Copadichromis trewavasae (Konings, 1999)
- Placidochromis trewavasae (Hanssens, 2004)